# Vũ An, Hàm Đan
Vũ An (tiếng Trung: 武安; bính âm: Wǔ'ān) là một thành phố cấp huyện của địa cấp thị Hàm Đan, tỉnh Hà Bắc, Trung Quốc.

### Trấn
| - (武安镇) - (康二城镇) - (午汲镇) - (磁山镇) - (伯延镇) - (淑村镇) - (大同镇) | - (邑城镇) - (矿山镇) - (贺进镇) - (阳邑镇) - (徘徊镇) - (冶陶镇) |

### Hương
| - Thượng Đoàn (上团城乡) - Bắc An Trang (北安庄乡) - Bắc An Lạc (北安乐乡) - Tây Thổ Sơn (西土山乡) - Tây Tự Trang (西寺庄乡) | - Hoạt Thủy (活水乡) - Thạch Động (石洞乡) - Quản Đào (管陶乡) - Mã Gia Trang (马家庄乡) |